# Équipe cycliste André Trioulier-ELM Leblanc
L'Équipe cycliste André Trioulier-ELM Leblanc  était une formation française de Cyclisme sur route et sur piste.

## Histoire de l'équipe
Cette équipe a été créée en 1984 par André Trioulier.

## Effectifs
- 1984
  - Michel Charréard
  - Dominique Sanders
  - Vincent Lavenu - 1er de la Coupe de France de l'Américaine (piste, avec Michel Charréard)
  - Jean Chassang
  - Marcel Tinazzi
  - Jack Claassen
  - Patrice Thévenard
  - André Wilhelm

- 1985 :
  - Patrick Bonnet
  - Yvon Bertin
- 1996
  - Patrice Senmartin
  - Thierry Gintrand
  - Vincent Mignon

## Handisport
En 1996, Patrice Senmartin et Thierry Gintrand deviennent champions paraolympique du km arrêté à Atlanta avec un nouveau record du monde en 1.06.858 sous les couleurs de l'équipe.